# Sandra Sigurðardóttir
Sandra Sigurðardóttir (* 2. Oktober 1986) ist eine isländische Fußballtorhüterin, die 2005 erstmals für die isländische Fußballnationalmannschaft der Frauen spielte und mit dieser als Ersatztorhüterin an den Europameisterschaften 2009, 2013 und 2017 teilnahm. Sie war von 2019 bis 2023 Stammtorhüterin der Isländerinnen.

## Karriere

### Vereine
Sandra spielte erstmals mit 14 Jahren für Þór/KA/KS in der ersten isländischen Liga der Frauen, hatte aber in der Saison 2001 nur einen Einsatz als Einwechselspielerin. 2002 kam sie dann schon in elf von vierzehn Ligaspielen zum Einsatz. 2004 wurde sie dann in allen 14 Spielen eingesetzt und wechselte danach zu UMF Stjarnan, wo sie auch sofort Stammtorhüterin wurde. 2011 folgte ein kurzes Engagement in Schweden bei Jitex BK, kehrte aber nach sieben Spielen wieder zu UMF zurück, wo sie noch zwei Spiele der Saison 2011 bestritt, in der der Verein seinen ersten Meistertitel gewann. Als Meister war UMF für die UEFA Women’s Champions League 2012/13 qualifiziert, wo die Isländerinnen aber im Sechzehntelfinale nach einem torlosen Remis im Heimspiel mit 1:3 im Rückspiel beim russischen Vizemeister FC Sorki Krasnogorsk scheiterten. 2013 und 2014 konnte erneut der Titel errungen werden, wobei sie 2013 nur sechs Gegentore in 18 Spielen kassierte. Auf europäischer Ebene war 2014/15 wieder der russische Vizemeister, diesmal Swesda 2005 Perm im Sechzehntelfinale stärker, gegen den sie mit 1:3 und 2:5 unterlagen. 2016/17 mussten sie in die Qualifikation, wo sie in drei Spielen in Zypern kein Gegentor kassierte, dann im Sechzehntelfinale wieder gegen die Russinnen ausschieden, diesmal nach zwei 1:3-Niederlagen.
Zur Saison 2016 wechselte sie dann zu Valur Reykjavík, wo sie auch als Nachfolgerin von Thórdís María Aikman wieder Stammtorhüterin wurde. Mit Valur konnte sie aber erst 2019 wieder den Meistertitel gewinnen und an der UEFA Women’s Champions League 2020/21 teilnehmen. Hier blieb sie in der ersten Qualifikationsrunde gegen HJK Helsinki ohne Gegentor und erreichte mit ihrer Mannschaft durch einen 3:0-Sieg die 2. Qualifikationsrunde. Hier hatten sie gegen Glasgow City FC wieder Heimrecht, nachdem es nach 120 Minuten 1:1 stand, kam es zum Elfmeterschießen, das sie mit 3:4 verloren. In der Qualifikation zur UEFA Women’s Champions League 2021/22 verlor sie mit Valur im Halbfinale der ersten Runde mit 0:1 gegen die Frauen der TSG 1899 Hoffenheim. Ein Jahr später war in der zweiten Runde der Qualifikation gegen Slavia Prag Endstation, wobei sie in vier Qualifikationsspielen nur ein Tor kassierte, das aber entscheidend war.
Im März 2023 beendete sie ihre Karriere. Als im Juni bei UMF Grindavík die Torhüterinnen verletzt oder krankheitsbedingt ausfielen, half sie in zwei Spielen aus. Im August kehrte sie zu Valur zurück, wo sie nochmals zu zwei Einsätzen kam. Seit Mai 2025 spielt sie für FH Hafnarfjörður.

### Nationalmannschaften
Sandra durchlief die isländischen Juniorinnen-Mannschaften von der U-15 bis zur U-19, mit der sie in den ersten Qualifikationsrunden zur U-19-Fußball-Europameisterschaft der Frauen 2003 und 2005 scheiterte.
Am 24. Juli 2005 wurde sie bei der 0:3-Niederlage im Freundschaftsspiel gegen die USA zu ihrem ersten Länderspiel in der A-Nationalmannschaft in der 85. Minute eingewechselt. Ihren zweiten Einsatz hatte sie im April 2006 gegen die Niederlande – wieder als Einwechselspielerin. Es folgten zwei Einwechslungen beim Algarve-Cup 2008 und im Mai 2008 der erste Startelfeinsatz bei einem Freundschaftsspiel gegen Finnland. Auch für die EM-Endrunde 2009 wurde sie nominiert, für die sich die Isländerinnen erstmals qualifiziert hatten. Sie wurde als einzige der drei Torhüterinnen dort aber nicht eingesetzt. Im August 2010 hatte sie einen Startelfeinsatz beim 5:0-Sieg gegen Estland im letzten Spiel der Qualifikation für die WM 2011. Schon vor dem Spiel hatten die Isländerinnen nach zwei Niederlagen gegen Frankreich keine Chance mehr sich für die WM zu qualifizieren. Sandra wurde dann zwar für die EM-Endrunde 2013 nominiert, kam dort aber auch nicht zum Einsatz, stattdessen bestritt die zweite Torhüterin Guðbjörg Gunnarsdóttir alle vier Spiele. Danach wurde sie erst wieder beim Algarve-Cup 2014 einmal eingesetzt. In der Qualifikation für die WM 2015 kam sie auch nur im letzten Spiel, das mit 9:1 gegen Serbien gewonnen wurde, zum Einsatz. Auch da hatten die Isländerinnen schon keine Chance mehr sich für die WM zu qualifizieren. Beim Algarve-Cup 2015 spielte sie dann bei den 0:2-Niederlagen gegen die Schweiz und Japan zweimal über 90 Minuten. Es folgten weitere sporadische Einsätze und die Nominierung für die EM-Endrunde 2017, bei der sie aber nur zweite Torhüterin hinter Guðbjörg Gunnarsdóttir war und wieder nicht eingesetzt wurde. Erst nach der misslungenen Qualifikation für die WM 2019 konnte sie Guðbjörg als Stammtorhüterin ablösen. In der Qualifikation für die EM 2022 kam sie in allen acht Spielen zum Einsatz und blieb dabei viermal ohne Gegentor. Als einer der drei besten Gruppenzweiten konnten sich die Isländerinnen zum vierten Mal für die EM-Endrunde qualifizieren. In den ersten sechs Spielen der Qualifikation für die WM 2023 stand sie viermal im Tor.
Am 11. Juni 2022 wurde sie für die EM-Endrunde nominiert. Nach drei Remis endete die EM, bei der sie in allen Spielen ihrer Mannschaft im Tor stand, als Gruppendritte.
Sie stand auch bei den letzten beiden Gruppen-Spielen in der Qualifikation für die WM 2023 im Tor. Nach einem 6:0-Sieg gegen Belarus kam es am letzten Spieltag in Utrecht zum Finale um den Gruppensieg gegen die Niederlande, wobei den Isländerinnen ein Remis gereicht hätte. Bis zur 3. Minute der Nachspielzeit hielt sie ihr Tor sauber, dann musste sie das einzige Tor des Spiels hinnehmen, wodurch sich die Niederländerinnen qualifizierten und die Isländerinnen in die Play-offs gegen Portugal mussten. Durch eine 1:4-Niederlage nach Verlängerung verpassten sie endgültig die WM-Endrunde.
Da erstmals das Abschneiden bei der WM für die europäischen Teams nicht entscheidend für die Qualifikation zu den Olympischen Spielen 2024 war, hatten die Isländerinnen noch die Chance sich über die UEFA Women’s Nations League 2023/24 für die Spiele in Paris zu qualifizieren. Die Isländerinnen konnten aber nur die beiden Spiele gegen Wales und das letzte Spiel gegen Dänemark gewinnen, verloren aber beide Spiele gegen Deutschland und das Heimspiel gegen Dänemark. Damit verpassten sie als Gruppendritte nicht nur das Final Four Turnier, bei dem um zwei Olympiatickets gespielt wurde, sondern mussten auch in die Relegation. Hier setzten sie sich aber mit 1:1 und 2:1 gegen Serbien durch, so dass sie in Liga A bleiben. Sandra saß nur in den ersten vier Spielen auf der Bank, wurde danach noch nicht wieder nominiert.

## Erfolge
- Isländische Meisterin: 2011, 2013, 2014 (mit UMF) 2019,  2021 und 2022 (mit Valur)
- Isländische Pokalsiegerin: 2012, 2014, 2015  (mit UMF), 2022 (mit Valur)
- Isländische Superpokalsiegerin: 2012, 2015 (mit UMF), 2022 (mit Valur)
- Isländische Ligapokalsiegerin: 2013, 2014, 2015 (mit UMF), 2017 (mit Valur)